# Inovce
Inovce es un municipio del distrito de Sobrance en la región de Košice, Eslovaquia, con una población estimada a final del año 2024 de 189 habitantes.
Se encuentra ubicado al noreste de la región, en la cuenca hidrográfica del río Bodrog (afluente derecho del Tisza) y cerca de la frontera con la región de Prešov y Ucrania.

## Demografía
| Año        | 1994 | 2004     | 2014    | 2024     |
| ---------- | ---- | -------- | ------- | -------- |
| Población  | 280  | 235      | 212     | 189      |
| Diferencia |      | −16,07 % | −9,78 % | −10,84 % |

| Año        | 2023 | 2024 |
| ---------- | ---- | ---- |
| Población  | 189  | 189  |
| Diferencia |      | +0 % |